# Електрокалоричний ефект
Електрокалоричний ефект — явище нагрівання або охолодження діелектрика при адіабатичній зміні напруженості зовнішнього електричного поля.
Електрокалоричний ефект виникає, якщо діелектрична проникність діелектрика залежить від температури.
Зміну температури діелектрика можна оцінити за формулою
{\displaystyle T_{2}-T_{1}=-\int _{E_{1}}^{E_{2}}{\frac {TE}{4\pi C_{E}}}{\frac {\partial \varepsilon }{\partial T}}dE},
де {\displaystyle T_{1}} і {\displaystyle T_{2}} — температура діелектрика при початковому {\displaystyle E_{1}} і кінцевому {\displaystyle E_{2}} значеннях напруженості електричного поля, відповідно, {\displaystyle C_{E}} — теплоємність діелектрика при сталому електричному полі, {\displaystyle \varepsilon } — діелектрична проникність.